# Seznam chorvatských šlechtických rodů

Znak Chorvatsko-dalmatského království

Seznam šlechtických rodů v Chorvatsku zahrnuje původní, etnicky chorvatské šlechtické rody (12 chorvatských rodů), jejichž tituly udělovali králové středověkého Chorvatského království a nástupnických států (Uherské království, Habsburská monarchie).
Seznam zahrnuje také zahraniční šlechtické rody, kterým byl udělen chorvatský inkolát, jakož i ty chorvatské rody, kterým byl udělen titul jiným státem. Vztahuje se zejména na šlechtické rody (včetně královských nebo jiných vládnoucích dynastií) historických území Chorvatska, Dalmácie, Slavonie, Istrie, Bosny, Hercegoviny a Dubrovnické republiky.

## A
| Jméno rodu                       | Časové rozpětí           | Tituly                 | Poznámky | Erb |
| -------------------------------- | ------------------------ | ---------------------- | --- | --- |
| Adamović                         | 17. století - současnost | baroni                 | |     |
| Ajtić                            |                          |                        | Též Jajtić nebo Jajetić. |     |
| Alapić                           | ? –1584                  | baroni báni            | Poslední člen rodu Gašpar Alapić byl chorvatským bánem v letech 1574 až 1578.                                                                              |     |
| Alberti                          | 13. – 20. století        | hrabata (od roku 1907) | Starý šlechtický rod ze Splitu |     |
| Althan                           | 1129 - současnost        | hrabata (od roku 1610) | Šlechtický rod bavorského původu (Althannové). V roce 1719 dostal Michael Jan III. od císaře Karla VI. hrad Čakovec a Mezimuřské hrabství až do roku 1791. |     |
| Andechsové                       | 12. – 13. století        | hrabata báni vojvodové | Šlechtický rod na Istrii. V chorvatštině též Andeški. |     |
| Andreisi                         |                          |                        | Též Andrijević nebo Andrejčić. |     |
| Auersperg(Turjačani či Turjaški) |                          |                        | Šlechtický rod německého, později kraňského (slovinského) původu.                                                                                          |     |
| Augustić                         | 14. století - současnost |                        | |     |

## B
| Jméno rodu            | Časové rozpětí         | Tituly                                                                    | Poznámky | Erb |
| --------------------- | ---------------------- | ------------------------------------------------------------------------- | --- | --- |
| Babonić               | 13. století–1898       | vévodové báni                                                             | Jedna linie rodu měla titul vévodů z Blagaje, podle Blagajského panství (dnešní Blagaj Japra, Bosna a Hercegovina). Slavonští báni ve 13. a 14. století.                                                     |     |
| Baćan(Batthyány)      | 1398–současnost        | baroni (od roku 1628) hrabata (od roku 1630) vévodové (od roku 1764) báni | Šlechtický rod maďarského původu (Batthyány) s jednou linií v Chorvatsku z 15. století. Chorvatští báni v 16., 17. a 18. století. V chorvatštině Baćan.                                                      |     |
| Bajamonti             |                        |                                                                           | Šlechtický rod z Lombardie, který od 18. století žil ve Splitu. |     |
| Banfi                 | 1226–současnost        | baroni hrabata báni                                                       | Šlechtický rod maďarského původu (Bánffy) - z Lendavy. Vlastnili části Mezimoří a Varaždin hrabství chorvatští báni ve 14. a 15. století. V chorvatštině též Banić.                                          |     |
| Barbo                 |                        |                                                                           | Šlechtický rod italského původu. Drželi panství v Motovun a Koper. |     |
| Bebek                 |                        |                                                                           | Šlechtický rod maďarského původu. Emeric Bebek byl bán chorvatský a dalmatský v roce 1380. V chorvatštině též Bubek.                                                                                         |     |
| Bedeković             | 1267–současnost        | baroni báni                                                               | Koloman Bedeković (1818–1889) z tohoto rodu byl chorvatský bán v letech 1871 a 1872. |     |
| Belavić               |                        |                                                                           | Šlechtický rod původem zo oblasti Bihaće. |     |
| Belošević             | 1635–současnost        |                                                                           | Šlechtický rod s panstvím v bývalém Varaždin a Záhřebské hrabství |     |
| Benković              | 15. století–současnost |                                                                           | |     |
| Benja                 |                        |                                                                           | Šlechtický rod ze Zadaru. |     |
| Berčić                |                        |                                                                           | Šlechtický rod židovského původu ze Starého Gradu na ostrově Hvar. |     |
| Berislavić z Graberje |                        | báni despotové                                                            | též z Graberje |     |
| Berislavić z Trogiru  | asi 1250–17. století   | báni                                                                      | Petar Berislavić (1475–1520) byl chorvatský bán v letech 1513 až 1520. |     |
| Berislavić z Vrh Rike |                        |                                                                           | Berislavićové z Vrliky |     |
| Berke                 |                        |                                                                           | Šlechtický rod maďarského původu ze Zámoří s panstvím v Chorvatsku |     |
| Bessen                |                        |                                                                           | Šlechtický rod maďarského původu. V chorvatštině též Bešenići. |     |
| Bilić                 |                        |                                                                           | Významným členem rodu byl na konci 14. století Radojica Bilić z Jajce. V 16. století žili v Bihaći a od roku 1588 v Šibeniku.                                                                                |     |
| Bojničić              |                        |                                                                           | Šlechtický rod původem z Plavna poblíž Kninu. |     |
| Bombelles             |                        | hrabata markýzové                                                         | Šlechtický rod francouzského původu. Vlastnili panství v Chorvatsku (panství Opeka) v 19. a 20. století. |     |
| Bonda                 | 1190–20. století       | hrabata (od roku 1857)                                                    | Starý šlechtický rod z Dubrovníku. V chorvatštině též Bondić. |     |
| Borelli               | 17. století–současnost |                                                                           | Šlechtický rod normanského původu. Žili v Zadaru. |     |
| Borković              |                        |                                                                           | Větev rodu Domagovićů |     |
| Boršić                | 16. století            |                                                                           | Šlechtický rod z oblasti Bihaće |     |
| Bozić                 | 13. století–současnost | vévodové báni                                                             | |     |
| Bothové z Bajny       | 12.–20. století        | baroni hrabata báni                                                       | Šlechtický rod maďarského původu. Chorvatsky Bot od Bajne, maďarsky Bothok, Both család, resp. bajnai Both család. Vlastnili panství v Chorvatsku (hrad Bajnski Dvori). Chorvatští báni v 15. a 16. století. |     |
| Brdovečki             |                        |                                                                           | V chorvatštině též Brdovečki a maďarsky Berdóczy. |     |
| Brlečići              | 16. století            |                                                                           | Šlechtický rod z oblasti Bihaće |     |
| Brlekovići            |                        |                                                                           | Šlechtický rod z Križevců |     |
| Broz                  | 19. století            |                                                                           | Šlechtický rod ze Záhřebského hrabství. |     |
| Budački               | 1484–1707              | vévodové                                                                  | Středověký šlechtický rod původem z Liky (Buče), později také z Kordunu. |     |
| Budisavljevići        |                        |                                                                           | Šlechtický rod srbského původu. |     |
| Budor                 | 15.–18. století        |                                                                           | |     |
| Bukovački             | 1579–?                 |                                                                           | Větev rodu Mogorovićů |     |
| Bunić                 | 1023–současnost        | markýzové (od roku 1754)                                                  | Nejstarší šlechtický rod z Dubrovníku. Italsky Bona. |     |
| Burić                 | 1587                   | baroni Knight                                                             | |     |
| Butković              | 1650–současnost        | vévodové                                                                  | Středověký šlechtický rod původem z Liky (Krbava), ale titul a erb získali ve Slavonii (Syrmia hrabství) v roce 1650 od císaře Ferdinanda III. Ves Butkovići na Istrii nese jméno rodu.                      |     |

## C
| Jméno rodu         | Časové rozpětí                             | Tituly                                                                                               | Poznámky | Erb |
| ------------------ | ------------------------------------------ | --- | --- | --- |
| Caballini          |                                            | | Šlechtický rod italského původu |     |
| Calogerà           | (v Dalmácii) od 17. století do současnosti | Cittadini originarii baroni Nobili corcyrensi Nobili cretensii Nobili costantinopolii bojaři archóni | Rod byzantsko-kyperského původu usazená v Zadaru, na Hvaru, Korčule a ve Splitu. Měli množství teritoriálních titulů: Archon, šlechtický (Kypr, Kréta, Korfu, Dalmácie), originarii (Benátky) a kněžská (římskokatolická, východní pravoslavná). Další varianty: Kalogjera, nebo v chorvatštině Kalođera respektive калогјера v srbštině. Italský název pro ostrov Ošljak Calugerà je po tomto rodu. |     |
| Cambi              | 15. století - současnost                   | | Šlechtický rod italského původu ze Splitu |     |
| Cedulin            |                                            | | Šlechtický rod ze Zadaru |     |
| Cega               | 13. století - současnost                   | | Šlechtický rod italského původu z Trogiru. Uváděn též jako Celio. |     |
| Crijević           | 7. století - současnost                    | hrabata (od 1817)                                                                                    | Starý šlechtický rod z Dubrovníku. V italštině též Cerva. |     |
| Cindro             | 13. století - současnost                   | | Šlechtický rod ze Splitu |     |
| Čipikové (Cippico) |                                            | biskupové                                                                                            | Šlechtický rod z Trogiru. Coriolano Cippico byl významný historik a humanista |     |
| Crljen             | 18. století                                | | |     |
| Crnković           | 1429 – dosud                               | hrabata (od 1833)                                                                                    | Šlechtický rod původem z oblasti Gorski kotar |     |
| Cvetković          |                                            | | Šlechtický rod srbského původu |     |
| Cvetnić            | 1. srpna 1519 -?                           | | |     |
| Cvjetković         |                                            | | Šlechtický rod chorvatského původu |     |
| Česnegić           | 1263 – dosud                               | baroni hrabata                                                                                       | Šlechtický rod maďarského původu (Cseszneky). Vlastnili nemovitosti v Chorvatsku. V chorvatštině též Česnegić. |     |
| Čikulin            | 16. století – 1746                         | baroni (od roku 1628) hrabata (od roku 1706)                                                         | Šlechtický rod italského původu. Vlastnili nemovitosti v Chorvatsku (Lužnica, Medvedgrad, Susedgrad a Donja Stubica). V chorvatštině též Čikulini. |     |

## Č
| Jméno rodu | Časové rozpětí                   | Tituly | Poznámky                    | Erb |
| ---------- | -------------------------------- | ------ | --------------------------- | --- |
| Čavrak     | 29. března 1602 - 11. ledna 1896 |        | Šlechtický rod z Letovaniće |     |
| Čolić      |                                  |        | Šlechtický rod ze Senje     |     |
| Čudomirić  | 13. – 16. století                |        |                             |     |
| Čulić      |                                  |        | Potomci rodu Lapčanů        |     |
| Čupor      |                                  | báni   | Šlechtický rod z Moslaviny  |     |

## D
| Jméno rodu    | Časové rozpětí           | Tituly                                            | Poznámky | Erb                                   |
| ------------- | ------------------------ | ------------------------------------------------- | --- | ------------------------------------- |
| Damjanović    |                          | hrabata                                           | Šlechtický rod z ostrova Vrgada. Pochází z Poljic, nedaleko Omiše a pravděpodobně potomek staré rodu Tugomirićů.              |                                       |
| Daubachy      |                          |                                                   | Šlechtický rod neznámého původu ze Záhřebu                                                                                    |                                       |
| Draganić      | 14. – 16. století        |                                                   | |                                       |
| Delišimunović | 16. století - současnost | baroni (od 9. srpna 1675) hrabata (od roku 1708)  | Vedlejší linie šlechtického rodu Radojčićů, z Klisu. Krsto Delišimunović († 1696) byl generálporučík v Karlovaci              | Delišimunović_Barons_Coat_of_Arms.jpg |
| Deutsch       |                          |                                                   | Šlechtický rod německého původu z Macelj                                                                                      |                                       |
| Dobrojević    | 1412-1819                |                                                   | Šlechtický rod ze Šibeniku |                                       |
| Doimi         |                          |                                                   | Šlechtický rod italského původu                                                                                               |                                       |
| Doklečić      | 1. srpna 1519 -?         |                                                   | |                                       |
| Domagojević   | 9. století               | vévodové                                          | Vládnoucí dynastie středověkého Chorvatského vévodství mezi lety 864 a 892.                                                   |                                       |
| Domagović     | 1327–?                   |                                                   | Rodičovská rodina Borkovićů                                                                                                   |                                       |
| Dominis       |                          |                                                   | Šlechtický rod italského původu                                                                                               |                                       |
| Domjanić      |                          |                                                   | Šlechtický rod z ostrova Rab                                                                                                  |                                       |
| Dončić        |                          |                                                   | Šlechtický rod ze Záhřebu |                                       |
| Doringer      |                          |                                                   | Šlechtický rod rakouského původu                                                                                              |                                       |
| Draganić      | 14. – 16. století        |                                                   | |                                       |
| Dragojlović   |                          |                                                   | Šlechtický rod srbského původu                                                                                                |                                       |
| Drašković     | 15. století - současnost | baroni (od roku 1567) hrabata (od roku 1631) báni | Šlechtický rod ze severní Dalmácie a z oblasti Lika. Chorvatští báni v 16., 17. a 18. století                                 |                                       |
| Drugec        | 1. srpna 1519 -?         |                                                   | |                                       |
| Dudić         | 16. století              |                                                   | Andrija Dudić Orehovički (1533–1589) z tohoto rodu byl humanista, astronom, biskup a diplomat v Chorvatsku, Maďarsku a Polsku |                                       |

## Đ
| Jméno rodu | Časové rozpětí   | Tituly | Poznámky | Erb |
| ---------- | ---------------- | ------ | -------- | --- |
| Đjureković | 1. srpna 1519 -? |        |          |     |

## E
| Jméno rodu     | Časové rozpětí     | Tituly                                              | Poznámky | Erb |
| -------------- | ------------------ | --------------------------------------------------- | --- | --- |
| Eltz           | 1157 - současnost  | baroni hrabata Kurfiřt                              | Šlechtický rod německého původu. Vlastnili statky ve východní Slavonii a Sremu (včetně Vukovaru) v letech 1736 až 1945. |     |
| Engel          | 29. března 1886 -? |                                                     | |     |
| Erdut (Erdődy) | 1187 - současnost  | hrabata (od roku 1485) vévodové (od roku 1566) báni | Šlechtický rod maďarského původu (Erdődy). Nejvýznamnější byli v Chorvatsku. Chorvatští báni v 16., 17., 18. a 19. století. |     |
| Ernušt         | 15. století – 1540 | báni                                                | Šlechtický rod židovského původu. Přišli ze Švédska do Uher a Chorvatska. V letech 1473 až 1540 vlastnili Mezimořské hrabství a některá další panství v severním Chorvatsku. Chorvatští báni, ale také katoličtí biskupové. V maďarštině též Ernuszt, v chorvatštině Ernušt. |     |

## F
| Jméno rodu | Časové rozpětí           | Tituly                                         | Poznámky | Erb |
| ---------- | ------------------------ | ---------------------------------------------- | --- | --- |
| Femen      |                          |                                                | Šlechtický rod neznámého původu |     |
| Fenrich    | 17. století - současnost | junkeři                                        | Šlechtický rod pruského původu, jejíž větev byla ve Slavonii přítomna od počátku 20. století. Krátce spoluvlastnili panství Sušine-Gjurgjenovac a byli jedním ze zakladatelů dnešního města Đurđenovac.                                |     |
| Feštetić   | 15. století - současnost | hrabata (od roku 1766) vévodové (od roku 1911) | Šlechtický rod z Turopolje ve středním Chorvatsku. Nejvýznamnější v Maďarsku (Festetics). V letech 1791 až 1923 vlastnil Mezimuřské hrabství. Vlastnil také panství Novi Dvori poblížsí del Zaprešić a Bajnski Dvori.                  |     |
| Filipašić  |                          |                                                | Šlechtický rod ze Záhřebu |     |
| Filipović  | 16. století - současnost | baroni (od roku 1781)                          | Josip Filipović (1818–1889), nejslavnější člen rodu, byl chorvatský vysoce postavený generál (Feldzeugmeister) v habsburské císařské armádě.                                                                                           |     |
| Flaischman |                          |                                                | Šlechtický rod německého původu |     |
| Franceschi | 1022 - současnost        | hrabata                                        | Starý šlechtický rod italského původu, původem z Benátské republiky. Rodina chránila Chorvatsko před Osmanskou říší a vlastnila rozsáhlé statky a paláce podél dalmatského pobřeží.                                                    |     |
| Franić     | 15. století - současnost |                                                | Šlechtický rod z Makarské a jejího okolí (jižní Chorvatsko) |     |
| Frankopan  | 1116–1671                | vévodové báni                                  | Též Frangepan, či maďarsky Frangepán. Starý šlechtický rod z ostrova Krk. Chorvatští báni ve 14. - 17. století. Posledním členem byl markýz Fran Krsto Frankopan, v roce 1671 popravený za účast na spiknutí a zradu proti Habsburkům. |     |
| Frodnacher | 1380–?                   |                                                | Šlechtický rod z Horního Rakouska. Žil v Bednji. |     |

## G
| Jméno rodu   | Časové rozpětí           | Tituly                 | Poznámky | Erb |
| ------------ | ------------------------ | ---------------------- | --- | --- |
| Galeković    | 1507 - současnost        |                        | Šlechtický rod z Mraclinu |     |
| Galović      | 1. srpna 1519 -?         |                        | |     |
| Galjuf       | 1613–?                   |                        | |     |
| Gorjanski    | 13. století – 1481       | báni                   | Šlechtický rod maďarského původu (Garai), vlastnil panství ve východní Slavonii (Gorjani atd.). Chorvatští báni ve 14. století. V chorvatštině též Gorjanski.                       |     |
| Getaldić     | 8.– 20. století          |                        | Starý šlechtický rod z Dubrovníku. V chorvatštině též Getaldić a v italštině Ghetaldi.                                                                                              |     |
| Gisingovci   | 12. století – 1527       | hrabata báni           | Šlechtický rod německého původu. Ve 13. a 14. století vlastnil Mezimuřské hrabství. Chorvatští báni ve 13. a 14. století. V maďarštině též Kőszegi.                                 |     |
| Golubić      |                          |                        | Šlechtický rod z Križevců |     |
| Gotal        |                          | baroni                 | Šlechtický rod z Gotalovce |     |
| Gradić       | 12.– 20. století         | hrabata (od roku 1817) | Starý šlechtický rod z Dubrovníku. Italsky Gradi. |     |
| Graziani     | 16.– 17. století         | vévodové               | Šlechtický rod italského původu z Dalmácie. Gaspar Graziani (asi 1575–1620) byl v letech 1619 až 1620 vojvodou Moldávie.                                                            |     |
| Grdenić      | 1. srpna 1519 -?         |                        | Šlechtický rod z Križevců |     |
| Gregorijanec | 15.– 17. století         | baroni                 | Šlechtický rod z oblasti Križevci. Drželi hrad Medvedgrad. |     |
| Grisogono    |                          |                        | Šlechtický rod snad italského nebo dokonce řeckého původu ze Splitu |     |
| Gučetić      | 8. století - současnost  | hrabata (od roku 1687) | Starý šlechtický rod z Dubrovníku. Italsky Gozze de Trebinje et de Popovo. |     |
| Gundulić     | Asi 930–1800             | hrabata (od roku 1615) | Starý šlechtický rod z Dubrovníku. Italsky Gondola. |     |
| Gusić        | 1102 - současnost        | baroni báni            | Starý šlechtický rod z regionu Lika. Členové rodinné větve Kurjakovićů byli v 15. a 16. století chorvatskými bány.                                                                  |     |
| Guštak       | 13. století - současnost |                        | Starý šlechtický rod z Hrastje a Sv. Jana Zeliny, region Hrvatsko prigorje. Celé vesnice dostal z vděčnosti, takzvaných švestkových baronů, svobodu a šlechtu uherský král Béla IV. |     |
| Gutkeled     | 12. – 15. století        | báni                   | Šlechtický rod německého původu |     |
| Gutmann      | 19.– 20. století         | baroni                 | Šlechtický rod židovského původu. Zakladatelé dnešní chorvatské osady Belišće. |     |

## H
| Jméno rodu     | Časové rozpětí           | Tituly                | Poznámky | Erb |
| -------------- | ------------------------ | --------------------- | --- | --- |
| Hajnović       | 3. září 1661 -?          |                       | |     |
| Hellenbach     | 16. století - současnost | baroni (od roku 1651) | Kadetská větev českého šlechtického rodu ze Slovenska. Drželi panství Hellenbach poblíž Marije Bistrice (severní Chorvatsko)                                                 |     |
| Herbersteinové |                          |                       | Šlechtický rod rakouského původu, též v Čechách. |     |
| Horg           | 1. srpna 1519 -?         |                       | |     |
| Horžić         | 1. srpna 1519 -?         |                       | |     |
| Horvat         | 14. století - současnost |                       | Bratři Ivaniš, Pavao a Ladislav Horvat (spolu se svým strýcem Ivanem Paližnou) byli odpůrci uherské královny Marie (1382–1385) a palatina Mikuláše I. Gorjanského (Garaije). |     |
| Hotković       | 1445–19. století         | baroni (od roku 1791) | Šlechtický rod ze západního Chorvatska. Měla panství v Bakaru, Modruši a Ozalji. Daniel Peharnik-Hotković byl generálem habsburské císařské armády.                          |     |
| Humski         | 16. století – asi 1680   |                       | |     |
| Huzjak         | 16. století - současnost |                       | |     |

## I
| Jméno rodu      | Časové rozpětí           | Tituly                | Poznámky | Erb |
| --------------- | ------------------------ | --------------------- | --- | --- |
| Iločki (Újlaki) | 13. století – 1524       | vojvodové báni        | Šlechtický rod z Dubického kraje ve středověké Slavonii. Páni z Iloku od roku 1364. Mikuláš Ilocký (Nikola Iločki) byl bánem „celé Slavonie“ v letech 1457 až 1463 a protikrál Bosny v letech 1471 a 1477. V Uhrách jako Újlakiové. |     |
| Inkey           | 16. století - současnost | baroni (od roku 1856) | Šlechtický rod maďarského původu z Mezimoří. Usazen v okrese Berzence v dnešním Maďarsku. Vlastnili pozemky v Mezimuřském hrabství a v Rasinji.                                                                                     |     |
| Ivankové        | 18. června 1647 -        |                       | |     |
| Iveljić         | 13. století - současnost | hrabata               | Šlechtický rod ze Splitu |     |
| Ivšić           | 15. století - současnost |                       | Šlechtický rod s majetky ve Slavonii, Sremu a Pětikostelí |     |

## J
| Jméno rodu | Časové rozpětí           | Tituly                                            | Poznámky | Erb |
| ---------- | ------------------------ | ------------------------------------------------- | --- | --- |
| Jagić      | 1569 - současnost        |                                                   | |     |
| Jakopčići  | 13. století - současnost |                                                   | Šlechtický rod z Ivaniće |     |
| Jakopović  | 1. srpna 1519 -?         |                                                   | |     |
| Jakša      | 14. století -?           |                                                   | Šlechtický rod z ostrova Hvar |     |
| Jakšić     | 14. století -?           |                                                   | Šlechtický rod z ostrovů Hvar a Brač. Možná příbuzný s rodem Jakša.                                                                              |     |
| Jakuši     | 1. srpna 1519 -?         |                                                   | |     |
| Jamomet    |                          |                                                   | |     |
| Janković   | 16. století - současnost | baroni                                            | Šlechtický rod z Daruvaru |     |
| Jelačić    | 14. století - současnost | baroni (od roku 1797) hrabata (od roku 1854) báni | Šlechtický rod ze střední Bosny, chorvatského původu. Josip Jelačić (1801-1859) byl chorvatským bánem v letech 1848 a 1859, a guvernér Dalmácie. |     |
| Jelići     | 14. století -?           |                                                   | Šlechtický rod z Bosny. Usadil se ve Splitu, na Hvaru a na Brači kvůli osmanským invazím.                                                        |     |
| Jurčević   | 16. století - současnost | baroni (1535–1567) hrabata (1631–1655)            | Šlechtický rod ze severní Dalmácie |     |
| Jurišić    | 15. století – 1572       |                                                   | Šlechtický rod ze Senje v jižním Chorvatsku. Nikola Jurišić (asi 1490–1545) se proslavil při obléhání Günse.                                     |     |

## K
| Jméno rodu               | Časové rozpětí                    | Tituly                                       | Poznámky | Erb |
| ------------------------ | --------------------------------- | -------------------------------------------- | --- | --- |
| Kabužić (Kaboga)         | 8. století–současnost             | hrabata (od roku 1833)                       | Starý šlechtický rod z Dubrovníku |     |
| Kačić                    | 11. století–současnost            |                                              | Starý šlechtický rod z Dalmácie |     |
| Karlović                 | 14. století–současnost            | baroni hrabata báni                          | Šlechtický rod chorvatských bánů, včetně Ivana Karloviće. |     |
| Katalenić                | 16. století–současnost            |                                              | |     |
| Kaniški                  | 14. století–1571                  | báni                                         | Šlechtický rod maďarského původu. Štěpán, Ladislav a Jiří Kanižští byli chorvatskými bány ve 14., 15. a 16. století. V chorvatštině též Kaniški a maďarsky Kanizsai.                                                                         |     |
| Keglević                 | 14. století–současnost            | baroni hrabata báni                          | Šlechtický rod z oblasti řeky Zrmanja v Dalmácii. Drželi panství v kraji Bihać a v Bužimi. (Viz též Keglevičův palác v Bratislavě). |     |
| Kitonić                  | 16. století–současnost            |                                              | |     |
| Klokočani                | 9. ledna 1224 – 1590              |                                              | Šlechtický rod z Klokoče. |     |
| Knežević                 | 15.–20. století                   | baroni (od roku 1763)                        | Šlechtický rod původem ze středověkého kraje Záchlumí (později Hercegovina). Od roku 1466 usazení v oblasti Lika region a od roku 1802 v Mezimoří. Členové rodu byli generálové vhabsburské císařské armádě.                                 |     |
| Kolonićové (z Kologradu) | 13. století–1874                  | baroni (od roku 1583) hrabata (od roku 1637) | Šlechtický rod původem z někdejšího Psetského hrabství ve středním Chorvatsku (dnešní Bosanski Petrovac v Bosně a Hercegovině). Působili zejména v Uhrách, na Slovensku a v Rakousku pod jmény Kolonics, respektive Kollonitz von Kollograd. |     |
| Konjski                  | 12.–17. století                   | baroni (od roku 1603) hrabata (od roku 1649) | Šlechtický rod původem z Rovišće v Bělovarsko-bilogorském hrabství (severní Chorvatsko). Vlastnili hrady Rovišće, Konjščina a Donja Stubica.                                                                                                 |     |
| Kovačević                | 1821–?                            |                                              | |     |
| Kozić                    | 1587–?                            |                                              | |     |
| Kružić                   | 15.–16. století                   |                                              | Šlechtický rod původem z regionu Lika. Petar Kružić (1491–1537) byl voják, proslavil se jako obránce pevnosti Klis. |     |
| Kukar                    | 12.–16. století                   |                                              | |     |
| Kukuljević               | 27. října 1490 – 9. prosince 1649 |                                              | |     |
| Kulmer                   |                                   | baroni hrabata                               | Šlechtický rod z Korutan usazený v Chorvatsku od 16. století. Vlastnili hrad Kulmerovi Dvori v Šestine (předměstí Záhřebu) a hrad Cernik ve stejnonjmenné vsi (západní Slavonie).                                                            |     |
| Kurjaković               | 13. století–16. století           | vévodové báni                                | Linie rodu Gusićů z Krbavy. Chorvatští báni v 15. a 16. století. |     |
| Kurtić                   | 1. srpna 1519–?                   |                                              | |     |
| Kuščić                   | 15. století–současnost            |                                              | Šlechtický rod z ostrova Brač. |     |
| Klarić                   | 14. století-současnost            | baroni                                       | Šlechtický rod původem z Dalmácie, oblast Benkovac. |     |

## L
| Jméno rodu | Časové rozpětí    | Tituly                  | Poznámky | Erb |
| ---------- | ----------------- | ----------------------- | --- | --- |
| Lacković   | 1344 – dosud      | vojvodové vévodové báni | Šlechtický rod bavorského původu. Chorvatští báni ve 14. století. V chorvatštině též Lacković a v maďarštině Lackfi.          |     |
| Lačničić   |                   |                         | |     |
| Lapčan     | 12. století -?    |                         | |     |
| Laszowski  |                   |                         | Šlechtický rod polského původu                                                                                                |     |
| Lenković   | 15.– 17. století  |                         | Šlechtický rod z regionu Lika. Ivan Lenković († 1569) byl chorvatský armádní generál a vůdce Uskoků v jejich ústředí v Senji. |     |
| Lipić      | 1683 - současnost |                         | |     |
| Lukarić    | 1283–17. století  |                         | Starý šlechtický rod z Dubrovníku. Italsky Lucari.                                                                            |     |

## M
| Jméno rodu | Časové rozpětí               | Tituly              | Poznámky | Erb |
| ---------- | ---------------------------- | ------------------- | --- | --- |
| Madiové    | 10.–11. století              |                     | (Madijevci) Starý šlechtický rod ze Zadaru, severní Dalmácie. Z tohoto rodu pocházela královna Helena Zadarská, manželka chorvatského králeMichala Krešimíria II.                                                                 |     |
| Magdalenić |                              | baroni              | Starý šlechtický rod z Turopolje ve středním Chorvatsku. Matija Magdalenić (1625–1704) byl chorvatský spisovatel kajkavském nářečí.                                                                                               |     |
| Makanec    | 26. července 1792–současnost |                     | Šlechtický rod ze Štrpetu, jižně od Záhřebu. Vlastnili asi 6 vesnic a 20 ha vinic. Milan Makanec byl vydavatel prvních novin v chorvatštině. Julije Makanec byl ministrem školství v Nezávislém státě a vysoký činitel Ustašovců. |     |
| Malekovići | 1490–současnost              |                     | |     |
| Mallin     | 9. ledna 1907–?              |                     | |     |
| Mamić      |                              | vévodové            | Vévodové z Livanského Pole |     |
| Mandići    |                              | baroni              | |     |
| Maretić    | 13. století–současnost       |                     | Šlechtický rod z Klokočska |     |
| Marušići   | 13. století–současnost       |                     | Šlechtický rod původem z rozrodu Oblačićů. |     |
| Martinis   | 13. století-?                |                     | Šlechtický rod ze Splitu nebo ostrova Brač. |     |
| Matjačić   |                              |                     | Šlechtický rod z regionu Lika |     |
| Matković   | 1649–současnost              |                     | |     |
| Mendelić   | 1. srpna 1519–?              |                     | |     |
| Menčetić   | 13.–19. století              |                     | Starý šlechtický rod z Dubrovníku. Italsky Menze. |     |
| Mihić      | 29. července 1808–?          |                     | Šlechtický rod ze Starého Petrova Sela |     |
| Miković    | 8. března 1580–současnost    |                     | |     |
| Mikulanić  | 16. století–současnost       |                     | |     |
| Mikulčić   | 17. století–současnost       |                     | |     |
| Milašin    |                              |                     | Šlechtický rod z Bosny. |     |
| Milić      | 1881–současnost              |                     | Šlechtický rod z oblasti Žumberaku |     |
| Mlakovečki | ?–17. století                | baroni              | Šlechtický rod maďarského původu (Malakóczi). Vlastnili části Mezimoří, Krapina-Zagorje a Záhřebské hrabství. V chorvatštině též Mlakovečki.                                                                                      |     |
| Mlinarić   | 1655–současnost              | vojevodové vévodové | Šlechtický rod chorvatského původu, který serozdělil do několika linií: chorvatské (Mlinarić), maďarské (Mlinarics), štýrské (Mlinarič) a dalších.                                                                                |     |
| Modrić     | 1. srpna 1519–současnost     |                     | Starý šlechtický rod ze zadarské oblasti. První písemná zmínka o rodu je z roku 1519 v Križevcích. Potvrzení v roce 1649. |     |
| Morovićki  | 12. století–?                |                     | Příbuzní s rodem Gutkeledů |     |
| Morić      |                              |                     | Šlechtický rod z Varaždína. |     |
| Moszynski  |                              |                     | Šlechtický rod polského původu z rozrodu Nałęcz. Žili v Záhřebu. |     |

## N
| Jméno rodu | Časové rozpětí    | Tituly   | Poznámky | Erb |
| ---------- | ----------------- | -------- | --- | --- |
| Negovetić  | 14. října 1687 -? |          | |     |
| Nelipić    | 1244–1434         | vévodové | Starý chorvatský šlechtický rod z Dalmácie. Drželi pevnosti Knin a Klis, město Drniš a velké statky v severní Dalmácii. |     |
| Nicolini   |                   |          | Šlechtický rod italského původu z ostrova Hvar                                                                          |     |
| Nikolić    |                   | baroni   | Vera Nikolić Podrinska (1886–1972), členka rodu, byla chorvatská malířka.                                               |     |
| Novosel    | 18.– 19. století  |          | Mladší šlechta, které bylo uděleno šlechtické postavení Marií Terezií v roce 1744. Rodina bydlela v Záhřebské župě.     |     |

## O
| Jméno rodu | Časové rozpětí                 | Tituly                                                                | Poznámky | Erb |
| ---------- | ------------------------------ | --------------------------------------------------------------------- | --- | --- |
| Odescalchi | 13. století - současnost       | vévodové                                                              | Šlechtický rod italského původu. Mezi lety 1697 a 1945 vlastnil velké majetky v někdejší Sremské župě (včetně města Ilok).                                                                                            |     |
| Okići      | někdy v letech 12. a 14. stol. | hrabata a vévodové                                                    | Šlechtický rod původem z Okiće v regionu Samobor |     |
| Orehovečki | 1300 – dosud                   | hrabata (od roku 1690)                                                | Šlechtický rod původem ze Sv. Petra Orehovcec v Koprivnicko-križevecké (severní Chorvatsko); majitelé hradů Velký a Malý Kalnik                                                                                       |     |
| Orešković  | 1 500 – dosud                  | vévodové (od roku 1645) baroni (od roku 1761) vévodové (od roku 1600) | Šlechtický rod z Liky. Drželi hrad Široká Kula. |     |
| Orsini     | 1 500 – dosud                  | hrabata                                                               | Šlechtický rod italského původu |     |
| Oršić      | 1420 – dosud                   | baroni (od roku 1675) hrabata (od roku 1744)                          | Šlechtický rod z Driniće, vesnice v bývalé župě Pset ve středověkém Chorvatsku. Vlastnili pozemky v Slavetići, Gornja Bistra, Gornja Stubica a Jurketinec. Členové rodu byli generálové v habsburské císařské armádě. |     |
| Otmić      | 13. století -?                 |                                                                       | |     |
| Ožegović   | 15. století -?                 | baroni (od roku 1858)                                                 | |     |

## P
| Jméno rodu        | Časové rozpětí           | Tituly                                              | Poznámky | Erb |
| ----------------- | ------------------------ | --------------------------------------------------- | --- | --- |
| Palfi             |                          | báni                                                | Šlechtický rod maďarského původu (Pálffy). Hrabě Jan Bernard Pálffy byl prominentním členem. |     |
| Palmotić          | 1157–18. století         |                                                     | Starý šlechtický rod z Dubrovníku. Italsky Palmotta. |     |
| Papalić           | 14. století – 1739       |                                                     | |     |
| Patačić           | asi 1400–1817            | baroni (od roku 1706), hrabata (od roku 1735)       | Šlechtický rod ze středověké Bosny. Drželi panství Milengrad, Vrbovec, Rakovec, Vinica a některých dalších v severním Chorvatsku.                                                                                         |     |
| Pavković          | 1. srpna 1519 -?         |                                                     | |     |
| Pavleković        | 9. září 1613 -?          |                                                     | |     |
| Pejačevićové      | 14. století - současnost | baroni (od roku 1712), hrabata (od roku 1772), báni | Šlechtický rod z jihovýchodní části středověkého Chorvatska a středověké Bosny. Nejvýznamnější ve Slavonii. Chorvatští báni v 19. a 20. století. Další varianty jména: Pejácsevics, Pejacsevich, Пеячевичи, Peyachevichi. |     |
| Peranski          | 15. století – 786        | vévodové                                            | Vedlejší linie rodu Šubićů |     |
| Pešćenjak         | 1. srpna 1519 -?         |                                                     | |     |
| Planiški          | 1. srpna 1519 -?         |                                                     | |     |
| Pokos             |                          |                                                     | Šlechtický rod ze Záhřebu |     |
| Pola (Castropola) | 983 - současnost         | baroni (od roku 1299), hrabata (od 1401)            | Starý šlechtický rod italského původu. Páni z Puly do roku 1331. |     |
| Posedarski        |                          | vévodové                                            | |     |
| Pucić             | ?-20. století            | hrabata (od roku 1688)                              | Starý šlechtický rod z Dubrovníku. Italsky Pozza di Zagorie. |     |
| Pušić             | 1659 – dosud             |                                                     | |     |
| Prstec            |                          |                                                     | Šlechtický rod ze Záhřebu |     |

## R
| Jméno rodu       | Časové rozpětí           | Tituly                                       | Poznámky | Erb |
| ---------------- | ------------------------ | -------------------------------------------- | --- | --- |
| Radić            | 16. století – 1726       | vévodové                                     | Šlechtický rod z regionu Lika. Členy rodu byli uskokští vojenští vůdci se sídlem v Senji. Císař Rudolf jmenoval 1. prosince 1600 Michala Radiće ve Štýrském Hradci vévodou ze Senje. |     |
| Radik            | 1629–?                   |                                              | |     |
| Radošević        |                          |                                              | Šlechtický rod z ostrova Hvar |     |
| Randžino         | 13.– 19. století         | hrabata                                      | Starý šlechtický rod z Dubrovníku |     |
| Raškaj           | 13. století - současnost |                                              | Vedlejší linie rodu Gutkeledů |     |
| Ratkaj           | Asi 1400–1793            | baroni (od roku 1559) hrabata (od roku 1687) | Šlechtický rod maďarského původu (Rattkay). Majitelé velkých statků v severním Chorvatsku, včetně hradů Veliký a Malý Tabor. V chorvatštině též Ratkaj.                              |     |
| Ratković         |                          |                                              | Šlechtický rod ze Šibeniku |     |
| Rauch            |                          | báni baroni (od roku 1763)                   | Šlechtický rod německého původu. Levin Rauch byl chorvatským banem v letech 1868 až 1871.                                                                                            |     |
| Reiner           | 22. února 1913 -?        |                                              | |     |
| Restić           | ?-19. století            |                                              | Starý šlechtický rod z Dubrovníku. Italsky Reesti. |     |
| Ritter Vitezović | 17. století – 1713       | baroni (od roku 1710)                        | Šlechtický rod německého a chorvatského původu usazený v Senji. Pavao Ritter Vitezović (1652–1713) byl slavný chorvatský spisovatel, historik, lingvista a vydavatel.                |     |
| Rubido           | 12. století - současnost | hrabata                                      | Šlechtický rod španělského původu. Usadil se v Chorvatsku v 19. století. Sidonija Erdödy Rubido (1819–1884) byla operní primadona a významná členka ilyrského hnutí.                 |     |
| Rudić            | 1755–?                   | baroni (od 17. srpna 1854)                   | Rodina měla panství v Bači. |     |

## S
| Jméno rodu      | Časové rozpětí           | Tituly                                       | Poznámky | Erb |
| --------------- | ------------------------ | -------------------------------------------- | --- | --- |
| Sakač           | 13. století -?           |                                              | Šlechtický rod od Kapely Kalničky a Vojnovce Kalnički |     |
| Saraka          | 1172 - současnost        | hrabata (od roku 1817)                       | Starý šlechtický rod z Dubrovníku. Italsky Saracca. |     |
| Scampicchio     | 15. století -?           |                                              | Šlechtický rod italského původu |     |
| Sente           | 1718 – dosud             |                                              | |     |
| Sermage         |                          | hrabata (od roku 1723) baroni (od roku 1720) | Šlechtický rod burgundského původu. Vlastnil mnoho nemovitostí v Chorvatsku (Susedgrad, Medvedgrad, Novi Dvori poblíž Zaprešić, Oroslavje, hrad Klenovnik, hrad Veliký Kalnik ad.) |     |
| Sladojević      | 16. století - současnost |                                              | Šlechtický rod z Dalmácie. Možná pochází z Bosny. |     |
| Svačić (Snačić) | 11. století – 1097       | Král                                         | Královská dynastie středověkého Chorvatského království, ze severní Dalmácie. Petar Svačić byl v letech 1093 až 1097 chorvatským králem. |     |
| Sorkočević      | 1272–19. století         |                                              | Starý šlechtický rod z Dubrovníku. Italsky. Sorgo |     |
| Spanheim        | 12. století -?           | markrabata                                   | Šlechtický rod německého původu. Majitelé Istrie v letech 1090 a 1173. |     |
| Srdanović       | 1624–19. století (?)     | vévodové                                     | Marko Srdanović je známý jako vévoda z Omiše v roce 1628. V pozdějších letech byl vévoda Grgu, který zahynul v boji proti Turkům a Tađa Srdanovic. |     |
| Stankovački     | 16. století              | báni                                         | Gašpar Stankovački z tohoto rodu byl chorvatským bánem v letech 1595 a 1596 |     |
| Stipanov        | 11. století – 1896       | hrabata (od roku 1890) báni                  | Ivan Stipanov (1811-1896) byl chorvatským bánem v letech 1860 až 1867. |     |
| Stipanović      | 1592- současnost         | vévodové                                     | Ve druhém sčítání vojsk z roku 1551 se objevuje jméno Mikula Stipanović, v hodnosti nižšího důstojníka rakouské armády. Císař Rudolf II. v Praze 15. března 1591 udělil Gašparu Stipanovićovi, synovi vévody Mihovila Stipanoviće, titul šlechtice Svaté říše římské. Pečeť s iniciálami vévody Gašpara Stipanoviće je dnes uložena v Chorvatském státním archivu v Záhřebu. |     |
| Székely         | ?-současnost             |                                              | |     |

## Š
| Jméno rodu | Časové rozpětí     | Tituly                     | Poznámky                                                                                 | Erb |
| ---------- | ------------------ | -------------------------- | ---------------------------------------------------------------------------------------- | --- |
| Šagud      | 1. srpna 1519 -?   |                            |                                                                                          |     |
| Šetko      | ?-současnost       |                            | Starý šlechtický rod z Hercegoviny                                                       |     |
| Šubić      | 11. století – 1456 | župani vévodové báni       | Starý šlechtický rod známý jako vévodové bribirští. Chorvatští báni ve 13. a 14. století |     |
| Šokčević   | 18. století – 1896 | baroni (od roku 1860) báni | Josip Šokčević (1811-1896) byl chorvatským bánem v letech 1860 a 1867.                   |     |
| Šurmanović | 1787–?             |                            | Šlechtický rod z Hrašće                                                                  |     |

## T
| Jméno rodu    | Časové rozpětí           | Tituly                             | Poznámky | Erb |
| ------------- | ------------------------ | ---------------------------------- | --- | --- |
| Tahy          |                          | baroni báni                        | Šlechtický rod maďarského původu. Vlastnili nemovitosti v Chorvatsku (Susedgrad, Donja Stubica, Božjakovina). Ivan Tahy byl chorvatským bánem v letech 1524 a 1525. |     |
| Talovac       | 15. století              | baroni báni                        | Šlechtický rod z ostrova Korčula v jižní Dalmácii. Matko Talovac byl slavonským bánem v letech 1435 a 1445.                                                         |     |
| Tavelić       | 14. století              | knížata                            | Šlechtický rod z ostrova Hvar a z Šibeniku. Nikola Tavelić byl členem tohoto rodu.                                                                                  |     |
| Tartaglia     | 12. století - současnost | hrabata                            | Šlechtický rod italského původu ze Splitu |     |
| Thybold       |                          |                                    | Šlechtický rod ze Psunje |     |
| Tomašić       |                          |                                    | Šlechtický rod ze Splitu a Brače |     |
| Topolski      |                          |                                    | Šlechtický rod polského původu z rozrodu Nałęcz. |     |
| Tončić-Sorinj |                          |                                    | Šlechtický rod z ostrova Rab. Lujo Tončić-Sorinj (1915–2005) byl rakouský diplomat a politik.                                                                       |     |
| Trpimirović   | 845–1091                 | vévodové (od 845) králové (od 925) | Vládnoucí dynastie středověkého Chorvatského království |     |
| Tudišević     | ?-19. století            |                                    | Starý šlechtický rod z Dubrovníku. V italštině Tudisi. |     |
| Tugomirić     |                          |                                    | |     |
| Tumpić        | 16. století - současnost |                                    | Šlechtický rod z oblasti Bihać. Přesunuta do Hrvatska Zagorje kvůli osmanským invazím.                                                                              |     |
| Turković      | 17. století - současnost | baroni (od roku 1912)              | Šlechtický rod ze Senje. Od roku 1882 vlastníci půdy v Kutjevu ve střední Slavonii.                                                                                 |     |

## U
| Jméno rodu                         | Časové rozpětí           | Tituly                             | Poznámky | Erb |
| ---------------------------------- | ------------------------ | ---------------------------------- | --- | --- |
| Ugrinić                            | Asi 1300–1586            |                                    | Kadetská větev šlechtického rodu Šubićů. Drželi Visovac a hrad Rog v severní Dalmácii.                                        |     |
| Ungnad (Ungnadové z Weissenwolffu) | 15. století - současnost | baroni (od roku 1522) hrabata báni | Šlechtický rod rakouského původu. Krsto Ungnad byl chorvatským bánem v letech 1578 a 1583.                                    |     |
| Utješinović                        | 15.– 16. století         |                                    | Šlechtický rod ze severní Dalmácie a z oblasti Lika. Juraj Utješinović (1482–1551) byl katolický kardinál a maďarský státník. |     |

## V
| Jméno rodu           | Časové rozpětí           | Tituly                     | Poznámky | Erb |
| -------------------- | ------------------------ | -------------------------- | --- | --- |
| Valjak               | 12. století - současnost |                            | |     |
| Vidović              | 17. století - současnost |                            | Šlechtický rod z Rotčoj Vasi a Maholcima u Bužanima, získal uznání od císaře Ferdinanda III.                                                                                             |     |
| Vitovec              | 15. století -?           | baroni hrabata báni        | Šlechtický rod českého původu. Jan Vítovec z Hřebene z tohoto rodu byl slavonským bánem v letech 1457 a 1463. Hrabata ze Záhoří (chorv. „grof zagorski“)                                 |     |
| Vitturiové           | od 12. století - 1679    | patriciové biskupové       | Benátská a dalmatská rodina patriciů z Trogiru. Vitturi, nebo Vetturio, chorvatsky též Lukšić/ové.                                                                                       |     |
| Vlašić               | 16. století - současnost | baroni (od roku 1832) báni | Šlechtický rod ze severní Dalmácie a z oblasti Lika. Franjo Vlašić byl chorvatským bánem v letech 1832 a 1840. Psáno též Vlaxich.                                                        |     |
| Vojković             | 13.– 20. století         | hrabata (od roku 1763)     | Šlechtický rod z Klokoče v regionu Kordun (střední Chorvatsko). Vlastnili majetky s hradů a zámků v Oroslavje, Zabok, Lužnica, Brdovec, Rakitje, Donja Stubica atd                       |     |
| Vrančić              | 14.– 17. století         | biskupové                  | Šlechtický rod ze Šibeniku v severní Dalmácii. Antun Vrančić (1504–1573) a jeho synovec Faust Vrančić (1551–1617) byli slavní chorvatští spisovatelé, diplomaté, polymatici a biskupové. |     |
| Vranićani-Dobrinović | 13. století - současnost | baroni (od roku 1862)      | Šlechtický rod ze středověké Bosny. Usadil se ve Vranjic ve střední Dalmácii v 15. století. Též maďarsky Vranyczany.                                                                     |     |
| Vukasović            | 15. století – 1844       | baroni (od roku 1785)      | Šlechtický rod z regionu Lika. Usadil se v Senji v 16. století. Josip Filip Vukasović (1755–1809) z tohoto rodu byl vysoce postaveným generálem habsburské císařské armády.              |     |
| Vukašinović          |                          |                            | Šlechtický rod z ostrova Hvar |     |
| Vukelić              |                          |                            | Šlechtický rod z regionu Lika |     |
| Vukšić               | 1. srpna 1519 -?         |                            | |     |
| Vernić               | 16. století-?            | hrabata (od roku 1630)     | Šlechtický rod z Turopolje |     |

## Z
| Jméno rodu | Časové rozpětí               | Tituly                                          | Poznámky | Erb |
| ---------- | ---------------------------- | ----------------------------------------------- | --- | --- |
| Zaboki     | 15. srpna 1575 -?            |                                                 | |     |
| Zagrajski  |                              |                                                 | Šlechtický rod polského původu |     |
| Zápolští   | 14. století – 1571           | král vévodové báni                              | (Zapolja / Szapolya) Šlechtický rod ze Zapolje v dnešním Rešetari ve Slavonii. Jan Zápolský (Ivan Zapolja, Szápolyai János) z tohoto rodu byl v letech 1526 až 1540 chorvatským protikrálem v personální unii s Maďarskem. |     |
| Zdenčaj    | 21. března 1582 - současnost |                                                 | |     |
| Zdunić     | Únor 1693 - současnost       | hrabata                                         | Šlechtický rod, úzce spřízněný s rodem Krmpotićů. Pochází z oblasti Lika, z města Senj. Bratrům Jiřímu, Pavlovi a Mikulášovi byl roku 1693 za mimořádné zásluhy v boji proti osmanským nájezdníkům, zejména v rakousko-turecké válce v roce 1663 a Velké turecké válce, udělene titul od Leopolda I. Anhaltsko-Desavského z askánské dynastie. Po těchto válkách se Osmané stáhli z Uher. Většina členů rodu migrovala ze své vlasti během transatlantických migrací do Severní a Jižní Ameriky, kde dnes žijí jejich potomci. |     |
| Zlatarić   | 15. století – 1823           |                                                 | Šlechtický rod z Dubrovníku |     |
| Zrinski    | 1347–1703                    | vévodové báni hrabata (v Rakousku od roku 1554) | Starý chorvatský šlechtický rod známý jako vévodové ze Zrinu a báni Chorvatska v 16. a 17. století. |     |

## Ž
| Jméno rodu | Časové rozpětí           | Tituly | Poznámky                                                              | Erb |
| ---------- | ------------------------ | ------ | --------------------------------------------------------------------- | --- |
| Žugec      | 16. století - současnost |        | Šlechtický rod z Turopolje, která se přestěhoval do Hrvatska Zagorje. |     |